# Raphael (chanteur espagnol)
Ne doit pas être confondu avec Raphael (chanteur français).
Pour les articles homonymes, voir Raphaël (homonymie).
 (décembre 2021).
Si vous disposez d'ouvrages ou d'articles de référence ou si vous connaissez des sites web de qualité traitant du thème abordé ici, merci de compléter l'article en donnant les références utiles à sa vérifiabilité et en les liant à la section « Notes et références ».
Raphael, de son vrai nom Miguel Rafael Martos Sánchez, né le 5 mai 1943 à Linares, en Andalousie, est un chanteur et acteur espagnol. Il est reconnu à l'international pour ses talents d’interprète. Il a enregistré plus de soixante albums de studio, et joué dans plusieurs films. Plus connu pour être l'un des précurseurs de la ballade romantique en Espagne et dans les pays hispanophones, son décollage en tant que star de la musique a eu lieu au début des années 1960. Parmi ses chansons les plus célèbres de cette période figurent Yo no tengo a nadie, Poco a poco, Al ponerse el sol, Yo soy aquel, Hablemos del amor, sa reprise de Mi gran noche, Cierro mis ojos, Digan lo que digan, La Sandunga et La Llorona, ces dernières chansons d’origine mexicaine. 
Il a représenté deux fois l'Espagne à l'Eurovision : en 1966 et 1967.
Tout au long de sa carrière, Raphael a enregistré des duos avec plusieurs stars internationales, telles que Raffaella Carrà, Tom Jones, Charles Aznavour, Albert Hammond, Patti LaBelle, Rita Pavone, Paul Anka et même avec l’actrice Gina Lollobrigida, ainsi qu’avec plusieurs des plus grandes figures hispaniques de plusieurs générations : Julio Iglesias, Celia Cruz, Rocío Jurado, Monica Naranjo et Gloria Trevi entre autres. Depuis plus de quarante ans, il interprète des chansons composées par Manuel Alejandro, également espagnol, qui a été le compositeur de Raphaël dans plusieurs de ses albums. Il interprète également dans ses concerts des chansons de l'auteur-compositeur-interprète José Luis Perales.
Actuellement, Raphael est considéré comme l’un des chanteurs les plus actifs des « divos de la ballade romantique », effectuant des tournées dans toute l’Amérique et l’Europe, transmettant pour soixante ans de carrière artistique, un répertoire plein de nouveauté, ce qui explique que ses anciennes chansons soient réenregistrées, remasterisées avec des sons modernes plus proches de la jeunesse d’aujourd’hui.

## Biographie

### Enfance
Miguel Rafael Martos Sánchez est né le 5 mai 1943 à Linares, en Espagne, Jaén, fils de Francisco Martos Bustos et Rafaela Sánchez Martínez. Avec sa famille, il a déménagé à Madrid à l'âge de neuf mois et commence sa carrière de chanteur à l'âge de trois ans, sous le nom de Ruiseñor de Linares, El Niño de Linares et El Divo de Linares,. Un an plus tard, il rejoint une chorale d'enfants et, à l'âge de neuf ans, il est reconnu comme la meilleure voix d'enfants d'Europe au Festival de Salzbourg, en Autriche.

### Premiers succès (1961–1967)
À l'âge de seize ans, Raphael commence sa carrière professionnelle en tant que chanteur chez Philips Records. Pour se distinguer, il adopte l'orthographe « PH » du nom de l'entreprise, d'où son surnom de « Raphaël ». Parmi ses premiers singles figurent Te voy a contar mi vida et A pesar de todo, entre autres. Son expérience en tant que choriste a été la motivation qui a forgé la voix de Raphael, décrite comme profonde et grave.
En 1962, il remporte trois premiers prix au Festival international de la chanson de Benidorm avec les chansons Llevan, Inmensidad et Tu conciencia. Après avoir été brièvement lié à Barclay Record Label, il signe un contrat avec le label Hispavox, où il entame une longue relation artistique avec le directeur du label et futur orchestrateur Waldo de los Ríos et le chanteur-compositeur espagnol Manuel Alejandro. Sa consécration comme autre chose qu'une « étoile prometteuse » a lieu le 3 novembre 1965, lorsqu'il donne, à vingt-deux ans à peine, un concert solo au Teatro de la Zarzuela de Madrid, un cas rare à une époque où les spectacles de musique pop ou légère sont collectifs, réunissant plusieurs solistes et groupes.
En 1966 et 1967, il représente l'Espagne aux XIe et XIIe festivals de l'Eurovision avec les chansons Yo soy aquél (au Luxembourg) et Hablemos del amor (à Vienne, en Autriche) respectivement, où il arrive septième et sixième. Même s'il ne gagne pas, c'est la meilleure position obtenue par l'Espagne à cette époque. Grâce à ce succès, sa carrière ne stagne pas et il acquiert une reconnaissance internationale. Ses tournées mondiales le mènent en Europe, en Amérique latine, aux États-Unis, en Union soviétique et au Japon. Parmi ses chansons de l'époque, citons Cuando tú no estás, Mi gran noche, Digan lo que digan, Tema de amor, Cierro mis ojos, Balada triste de trompeta (qui donnera son titre à un film d'Álex de la Iglesia) et Desde aquel día. Le 3 octobre 1967, Raphaël se produit au légendaire théâtre de l'Olympia, à Paris ; il offre une démonstration d'interprétation énergique, avec trente-cinq chansons en près de trois heures de récital. La même année, il attire 48 000 spectateurs au Madison Square Garden de New York.
En 1966 et 1967, il représente l’Espagne au Concours Eurovision de la chanson avec les chansons Yo soy aquél et Hablemos del amor, occupant respectivement les 7e et 6e places, ce qui fait de lui un artiste renommée internationale, commençant une interminable série de tournées, chantant dans les théâtres et salles les plus importants du monde, comme l’Olympia à Paris et le Madison Square Garden.

### Popularité internationale et film biographique (1968–2013)

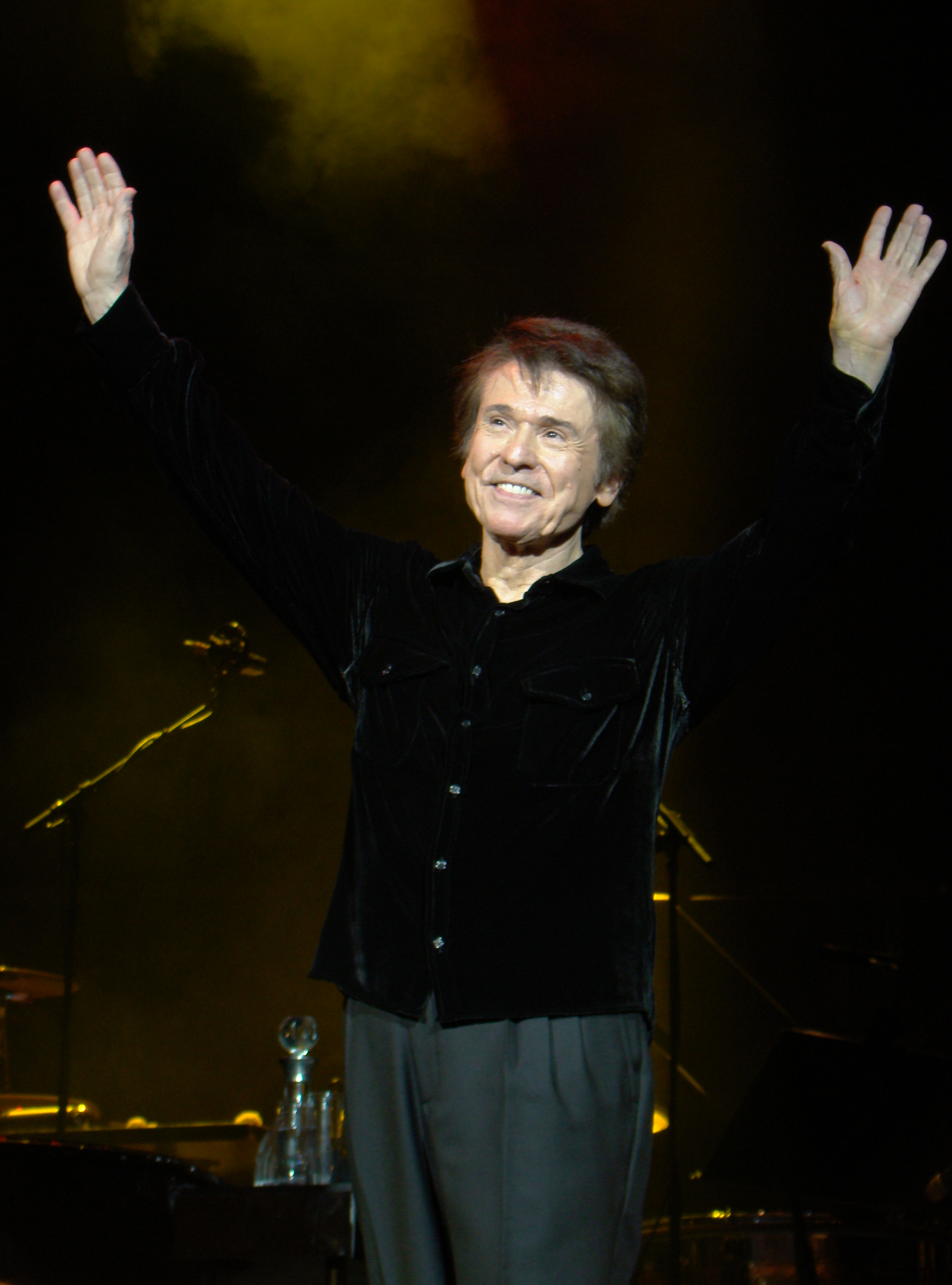
Raphael en concert, en décembre 2009.

Le 25 octobre 1970, il se produit au Ed Sullivan Show, diffusé à New York, chantant en direct en français, anglais et italien, et gagnant un impact majeur, au point qu’il apparaît à nouveau dans l’émission quelques mois plus tard. En 1982, il reçoit un disque d'uranium pour avoir vendu plus de cinquante millions de disques au cours de sa carrière musicale, le seul prix au monde également décerné à Michael Jackson et Queen. Au cours de ces années, il enregistre d'autres chansons qui deviendront célèbres des deux côtés de l'océan : Qué sabe nadie, En carne viva et Como yo te amo. En 1992, il connaît un succès avec la chanson au rythme latin Escándalo, composée par Willy Chirino.
En même temps que Raphael connaît un succès en Amérique latine, il réalise plusieurs versions de chansons folkloriques de la région, dont Huapango torero, Sandunga et Llorona, des chansons qui ont connu un grand succès au Mexique. Des dizaines de tournées mondiales l'ont amené à chanter à plusieurs reprises dans les plus grands théâtres du monde. Il a aussi interprété des rancheras, des tangos et des boléros à plusieurs reprises, leur donnant sa personnalité lorsqu'il les chante en direct.
Le 29 juin 2009, Raphaël fête ses 50 ans de profession avec un concert historique à la Plaza de toros de Las Ventas : plusieurs des principales stars de la musique hispanique y ont participé, comme Miguel Bosé, Ana Belén et Víctor Manuel, Alaska, David Bisbal… et la salle était pleine, avec environ 9 300 spectateurs.
En 2010, les sociétés de production Antena 3 films et Bocaboca ont produit Raphael : une histoire de dépassement personnel, une mini-série télévisée en deux parties sur la vie du chanteur réalisée par Manuel Ríos San Martín. L'histoire se concentre sur les problèmes de foie (hépatiques) du chanteur en 2002 qui se sont terminés par une greffe, mélangée à de moments importants de sa vie, de son enfance, de ses premiers succès et de sa relation avec Natalia Figueroa. Juan Ribó a donné vie au chanteur, tandis que Celia Castro a joué sa femme Natalia Figueroa. Félix Gómez et Diana Palazón interprètent les mêmes personnages dans les années 1960. Abraham Mateo joue le chanteur dans son enfance. Daniel Muriel, Adrián Viador et Duna Santos jouent Jacobo, Manuel et Alejandra, les enfants aînés du mariage et Miguel Rellán apparaît également. La mini-série a été diffusée sur Antena 3 en octobre 2010 avec une bonne audience, trois points au-dessus de la moyenne de la chaîne.

### De amor y desamor, retour au cinéma (2014-2015)
En 2014, il s'est produit au festival de musique indépendante d'Aranda de Duero (Espagne) Sonorama aux côtés de groupes tels que Niños Mutantes, Los Planetas, El hombre gancho, Elefantes, , etc. démontrant la versatilité de son style et sa reconnaissance dans de larges couches des jeunes générations. Cette présentation faisait partie de la tournée : Amor y desamor Tour, dans laquelle il fait la promotion d'un album sorti en 2014 avec des chansons réenregistrées, des succès mémorables pour le public comme Provocación, Se fue, Detenedla ya, En carne viva, Frente al espejo, Qué sabe nadie, Desde aquel día,, etc.
Certaines chansons de Raphael ont été reconnues par la communauté LGBT espagnole, faisant de Raphael l'une des icônes de la clé homosexuelle, notamment avec des chansons telles que : Tema de amor, Hablemos del amor, Digan lo que digan ou la susmentionnée Qué sabe nadie. Après plus de quarante ans, Raphael revient au cinéma avec le film Mi gran noche, réalisé par Álex de la Iglesia. Ce film a triomphé dans plusieurs festivals en Europe et en Asie, réalisant des recettes notables au box-office. Raphael a reçu le prix du meilleur acteur au Latin Beat Festival de Tokyo, au Japon. Les univers de Raphaël et d'Álex de la Iglesia se sont rencontrés pour la première fois en 2010, avec le film Balada triste de trompeta, intitulé d'après une chanson de Raphaël. De cette rencontre éphémère est née une admiration mutuelle qui, cinq ans plus tard, s'est concrétisée dans un autre film, Mi gran noche, qui tire également son titre d'une chanson de Raphaël.
Dans Mi gran noche, De la Iglesia et son coscénariste habituel, Jorge Guerricoechevarría, inventent Alphonso, un divo de la chanson aux allures de Dark Vador qui traite son fils, joué par Carlos Areces, de manière tyrannique. Le cinéaste était sûr que personne ne pourrait mieux l'incarner que Raphaël, mais il avait peur qu'il refuse, vu que ce qu'on lui proposait n'était pas un rôle mais un grand rôle. Disparu du grand écran pendant plus de quarante ans, Raphael se voit encore proposer un rôle de temps en temps, mais on ne le laisse pas lire le scénario à l'avance et il ne veut pas risquer de se faire prendre au piège. C'était la même chose que dans les années 1960 — l'époque de Benito Perojo, dit le chanteur — quand il scellait des contrats pour des films qui n'étaient même pas écrits. Jusqu'à ce qu'Álex arrive avec Mi gran noche.

### Raphael Sinphonic(2015-2018)
À la moitié de l'année 2015, le chanteur a commencé sa tournée mondiale Raphael Sinphonico, qui dure jusqu'en 2017. Sa tournée, est passée par l'Espagne et ensuite, selon les mots de Raphaël, à tous ses fans. En outre, il a été invité au premier festival d'Universal Music, auquel ont participé plusieurs figures du monde musical, comme Elton John, Juanes et El Barrio. Lors de cette tournée musicale autour du monde, Raphaël sera accompagné par différents orchestres symphoniques et philharmoniques de chaque ville dans laquelle il se trouvera, en plus du chef d'orchestre, du musicien et du pianiste Rubén Díez.
Raphaël entre dans le moment de sa carrière artistique où il tente de rejoindre le jeune public. Sa sortie de l’album Infinitos Bailes gagne une grande acceptation du public, occupant les premières places des ventes en Espagne.

### RESinphónico(2018–2020)
L'œuvre RESinphónico, considérée par Raphaël comme l’un des albums les plus importants de sa carrière, comprend une sélection des « Joyaux de la Couronne » de son répertoire. Pour la première fois, ces sons repris par un orchestre symphonique, avec des airs de bande sonore et une grande surprise : dans REsinphónico, l’artiste expérimente la musique électronique. Enregistré entre Abbey Road (Londres) et MG Studios (Madrid), avec le REsinphonic Raphael réinvente, REvisitando des grands classiques de son répertoire, certains des plus mythiques de sa carrière et d’autres REgrabados pour la première fois depuis sa sortie originale. REsinphonic n’est pas une deuxième partie de Sinphonico, l’album que Raphael a enregistré en 2015. Dans une vantardise de réinvention et de mouvement constant, REsinphonic réinterprète une sélection de ses morceaux, à travers une union entre le ton symphonique le plus classique et les éléments typiques de la musique électronique.
Le 5 juillet 2019, Raphaël s’est produit pour la première fois au Royal Albert Hall de Londres et a donné un concert « scandaleux ».

### Soixante ans de carrière musicale (depuis 2021)
Le chanteur Raphaël, qui entame ses soixante ans de profession, vient de renouveler avec le label Universal Music, avec laquelle il a déjà établi une alliance professionnelle en 2014, en publiant l’album De amor y desamor, dans lequel il rassemble des grands succès. À la suite de l’alliance, les deux parties et la société de gestion de l’artiste, RLM, annoncent qu’elles travaillaient sur un projet d’envergure qui verra le jour en 2021 et sera lié au soixantième anniversaire professionnel du chanteur. Le président d’Universal MusicEspagne et Portugal, Narcís Rebollo, prévoit qu’en plus des albums studio des albums live seront enregistrés,.
Le 8 janvier 2022, Raphaël est l'un des chanteurs participant au concert de solidarité Más fuertes que el volcán, organisé par Radiotelevisión Española afin de récolter des fonds pour les victimes de l'éruption volcanique de La Palma de 2021.
Le 19 juin 2023, Raphael réédite sa chanson Digan lo que digan avec l'artiste Leo Rizzi dans une campagne publicitaire pour la marque de kombucha Flax & Kale. Le 18 novembre 2023, il sort son album Victoria, un album écrit et produit par Pablo López (en).

## Vie privée
Depuis 1985, la santé de Raphaël est affectée par l’hépatite, apparemment entraînée par une forte consommation d’alcool. Au début des années 2000, sa santé commence à se détériorer rapidement, jusqu’à ce qu’une greffe du foie soit nécessaire en avril 2003. Cela fait du chanteur un promoteur actif du don d’organes. Sa convalescence est surprenante par sa récupération rapide, au point que l’artiste annonce qu’il commence « une seconde vie ».
Raphaël est de retour sur scène avec son nouveau Tour de la Vuelta quelques mois après la greffe.
Raphael est marié à la journaliste et écrivaine Natalia Figueroa avec qui il a trois enfants : Jacobo, Alexandra et Manuel Martos. Ce dernier (Manuel Martos) est marié à la fille de José Bono, ancien président du Congrès et de la communauté autonome de Castille-La Manche pour le PSOE (Parti socialiste ouvrier espagnol). Amelia Bono et Manuel Martos ont trois enfants : Jorge, Manuel et Gonzalo. Pour Bono et son ex-femme, Ana Rodriguez, ce fut son premier petit-fils, pas pour Raphael et sa femme, qui en avaient déjà quatre de plus.
Amelia et Manuel se sont mariés en juin 2008, lors d'un mariage massif à Tolède, en présence de représentants de la vie politique, artistique et financière de l'Espagne. Amelia, avocate de profession, travaille dans l'entreprise de sa mère. Manuel est musicien et faisait partie d'un groupe appelé Mota, qui sert actuellement de jury à l'Operación Triunfo España (Opération Triomphe espagnol). De plus, Raphael a quatre autres petits-enfants, Manuela et Carlos, de sa fille Alejandra et Álvaro de Arenzana, et Nicolás et Julia, de son fils Jacobo et de l'actrice Toni Acosta.

## Influences
Raphaël a exprimé dans une interview réalisée par la Société espagnole de radio et de télévision RTVE que les artistes qui ont directement influencé son style étaient Pedro Infante (acteur), Elvis Presley, Carlos Gardel, Manolo, Luisa Ortega, Fosforito et Adriano Celentano, à qui il les écoutait très souvent pendant son enfance et son adolescence, en même temps qu’il a déclaré qu’il écoutait aussi Édith Piaf et Juanita Reina.

## Postérité

### Musée Raphael à Linares
Dans la ville de Linares, un musée lié à la vie du chanteur depuis les années 1960 est inauguré en mars 2011 où peuvent être trouvés des informations sur sa discographie, ses récompenses, ses affiches et d'autres éléments. Le musée dispose d'un service qui, connecté à un iPod, explique les détails sur lui, ce qui est très utile pour les aveugles.
Ce musée reconnaît la grande carrière artistique et professionnelle de Raphael, né à Linares. Le chanteur a participé personnellement à la création de ce musée, auquel il a fait don de plus de quatre cents pièces. Une salle contient des récompenses et des prix obtenus par l'artiste, qu'il a reçus des autorités, des fans, des maisons de disques, etc., de tous les coins du monde. Son disque d’uranium, obtenu en 1980, se démarque pour avoir vendu cinquante millions de disques. C'est l'un des trois seuls au monde.

## Distinctions

### Récompenses
En 2005, il reçoit la médaille d'or du mérite des beaux-arts par le ministère de l'Éducation, de la Culture et des Sports.

### Disco de Uranio
Comme le précise la plaque au pied de ce trophée unique, il est institué et présenté à Raphaël par Hispavox, qui l’avait sous contrat depuis 1964, pour ses ventes mondiales confirmées de 50 millions de disques jusqu’en 1980. Ceux qui ont soutenu à tort la thèse selon laquelle le prix avait été décerné exclusivement pour les ventes internationales de leur compilation. Raphaël 1982 : hier, aujourd’hui et toujours sûrement confondu la date de ce prix avec le lancement relativement contemporain sur le marché de la double compilation mentionné. Raphaël avait déjà de nombreux disques d’or et de platine, les dirigeants d’Hispavox ont spécialement créé cette catégorie afin qu’une seule de ses ventes sur le label, entre 1964 et 1980, soit représentée.
Ce prix a toujours été décerné avec des critères généraux aux artistes qui ont dépassé les ventes mondiales prévues à plus de cinquante millions d’exemplaires. On soutient qu’il n’y a que quatre Disco de Uranio dans le monde de la musique, tous sans certification officielle qui soutient une telle subvention, dont l’un appartient à Michael Jackson, un a AC/DC, un à Queen et le Raphael susmentionné.

### Autres reconnaissances
Le 11 avril 2018, Raphael, reçoit des mains de la maire de Madrid, Manuela Carmena, la décoration et la nomination de « Fils adoptif de Madrid ». Cette nomination, sur proposition de la corporation et avec le soutien de lettres des citoyens, a été votée à l'unanimité par tous les groupes municipaux représentés à la session plénière de février 2018. La nomination est basée, selon la Mairie, sur son extraordinaire parcours artistique et sur son lien avec la ville de Madrid.
En 2021, il reçoit le Hijo Predilecto de Andalucía.